# 萩山町 (東村山市)
萩山町（はぎやまちょう）は、東京都東村山市の町名。現行行政地名は萩山町一丁目から五丁目。郵便番号189-0012。

## 地理
東村山市の南部に位置する。東は東久留米市東久留米市柳窪、小平市美園町。西は東村山市栄町、南は小平市仲町、小平市小川東町。北は東村山市恩多町と接している。

### 特色
主に住宅地となっており、一丁目の一部と五丁目の半分程度が小平霊園の敷地である。町設置以前の大字は野口（一丁目と二・三丁目の一部）、久米川（二丁目〜五丁目の一部）、大岱（二・四・五丁目の一部）である。

### 地価
住宅地の地価は、2019年（平成31年）1月1日の公示地価によれば、萩山町4丁目8番4の地点で23万1000円/m2となっている。

## 歴史
- 1653年（承応2年） - 野火止用水が開削される。
- 1928年（昭和3年）4月6日 - 大字野口字萩山に多摩湖鉄道の萩山駅が開業する。
- 1939年（昭和14年） - お茶の水女子大学郊外園が開園する。（1944年（昭和19年）に付属小学校が疎開）
- 1948年（昭和23年-5月1日 - 小平霊園が開園する。
- 1967年（昭和42年） - 新青梅街道が開通する。
- 1973年（昭和48年） - 公団（現都市再生機構・UR）萩山団地が建設される。

1964年の市制施行時に現町域を萩山町とした。

### 地名の由来
古くから親しまれてきた萩山の地名にふさわしく、この付近は、 萩の花が武蔵野の秋を美しく彩ったと伝えられています。としている。
萩山の地名自体は野口の字であった。

## 世帯数と人口
2019年（令和元年）7月31日現在の世帯数と人口は以下の通りである。
| 丁目         | 世帯数    | 人口     |
| ------------ | --------- | -------- |
| 萩山町一丁目 | 1,740世帯 | 3,073人  |
| 萩山町二丁目 | 1,582世帯 | 2,948人  |
| 萩山町三丁目 | 1,787世帯 | 3,615人  |
| 萩山町四丁目 | 758世帯   | 1,488人  |
| 萩山町五丁目 | 1,033世帯 | 1,769人  |
| 計           | 6,900世帯 | 12,893人 |

## 小・中学校の学区
市立小・中学校に通う場合、学区は以下の通りとなる。
| 丁目         | 番地                 | 小学校                 | 中学校                     |
| ------------ | -------------------- | ---------------------- | -------------------------- |
| 萩山町一丁目 | 全域                 | 東村山市立萩山小学校   | 東村山市立東村山第三中学校 |
| 萩山町二丁目 | 全域                 | 東村山市立萩山小学校   | 東村山市立東村山第三中学校 |
| 萩山町三丁目 | 1〜18番地 23〜30番地 | 東村山市立萩山小学校   | 東村山市立東村山第三中学校 |
| 萩山町三丁目 | その他               | 東村山市立八坂小学校   | 東村山市立東村山第一中学校 |
| 萩山町四丁目 | 全域                 | 東村山市立萩山小学校   | 東村山市立東村山第三中学校 |
| 萩山町五丁目 | 全域                 | 東村山市立東萩山小学校 | 東村山市立東村山第三中学校 |

## 交通

### 鉄道
| 街区内に存在する駅                                                          |
| --------------------------------------------------------------------------- |
| 拝島線 西武多摩湖線 - 萩山駅(SS 30)（ST 04） 西武多摩湖線 - 八坂駅（ST 05） |

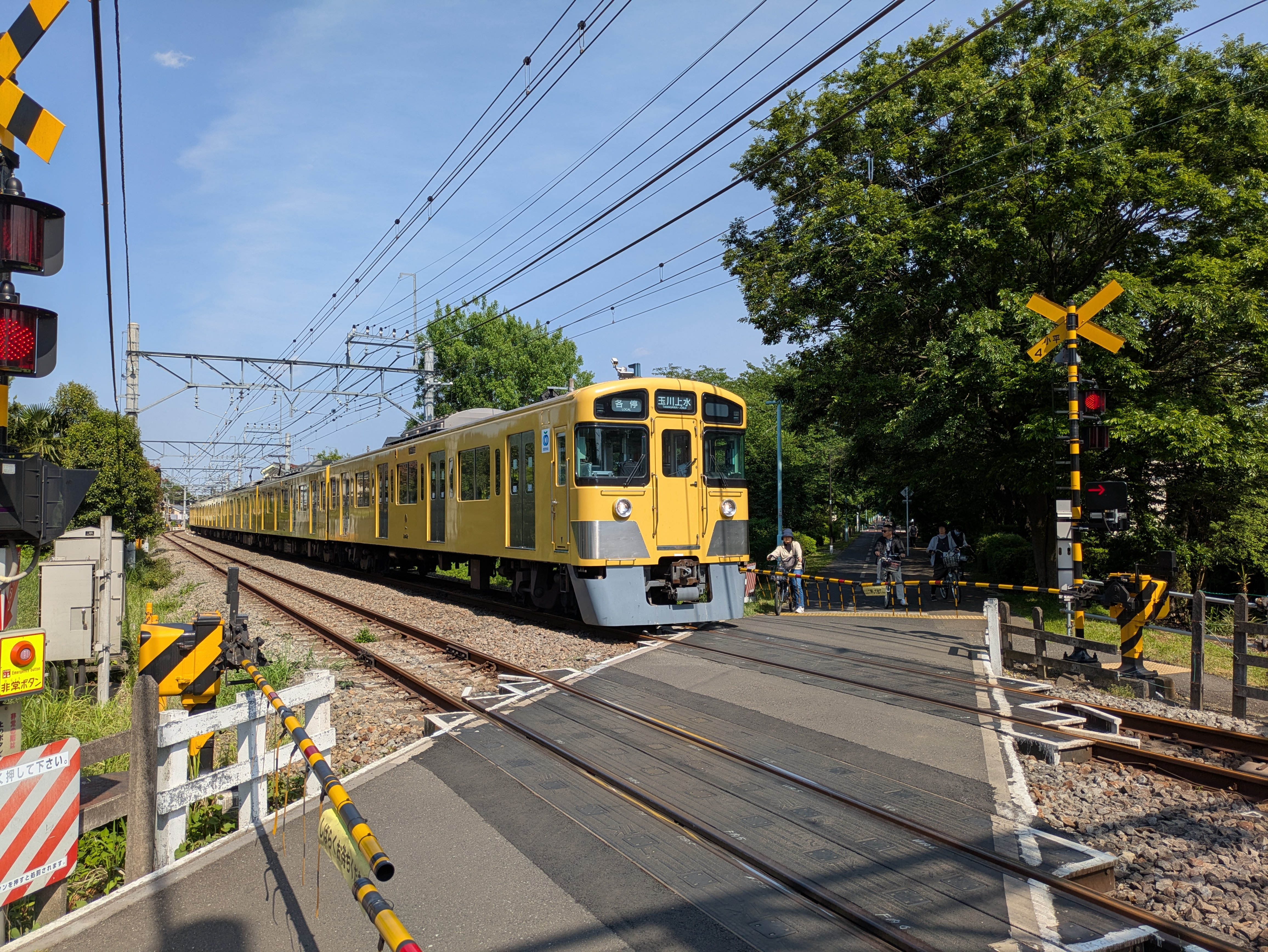
西武拝島線、多摩湖自転車歩行車道踏切。

- 八坂駅の所在地は栄町だが駅施設の一部が当町にかかる。
- 西武新宿線が東西に通過している。町内に駅はないが、小平駅および久米川駅がそれぞれ町境から200メートル程度である。
- 武蔵野線が東村山トンネル内で地下を南北に通過している。町内に駅はない。

### 道路
- 東京都道5号新宿青梅線（新青梅街道）
- 東京都道253号保谷狭山自然公園自転車道線（多摩湖自転車歩行者道）
- 東村山都市計画道路3・4・1号小平八坂線（東京街道）

## 施設
- 東村山市立萩山小学校
- 東村山市立東萩山小学校
- 東村山市立東村山第三中学校
- 東京都立萩山実務学校・東村山市立東村山第三中学校萩山分校
- 東京都東村山福祉園
- お茶の水女子大学郊外園
- 東村山市立萩山公民館・東村山市立萩山図書館
- 小平霊園
- 警視庁東村山警察署八坂交番
- 萩山駅前郵便局
- スーパーあまいけ萩山駅前店
- UR萩山団地
- 東京都住宅供給公社久米川駅東住宅
- 久米川病院
- 緑風荘病院
  - 東村山市南部地域包括支援センター
- 圓龍寺
- 国平寺
- 野火止用水